# Google Könyvek
A Google könyvek (angolul: Google Books) a Google egy olyan szolgáltatása, mellyel teljes könyvek szövegeiben lehet keresni. Ezeket a könyveket előzőleg lapolvasóval beolvassák, majd optikai szövegfelismerő program segítségével szöveggé alakítják a beolvasott állományt, majd az eredményt eltárolják a digitális adatbázisukban. A szolgáltatás régebben Google Print néven vált ismertté, a 2004-es Frankfurti Könyvvásáron ezen a néven mutatták be. Amennyiben egy felhasználó keresőszavaira ez a rendszer is releváns találatokat talál, a Google Könyvek index legfeljebb első három találata megjelenik a Google keresőmotor találatai fölött. A felhasználók kereshetnek kifejezetten könyvekre is az erre rendszeresített Google Könyvek szolgáltatáson keresztül. A Google Könyvek találatainak bármelyikére kattintva megjelenik egy felület, melyen a felhasználó a könyv egyes oldalait tudja megtekinteni. A lapokon kívül a témához illeszkedő reklámok és a kiadó valamint az ezt a könyvet értékesítő áruházak honlapjaira mutató linkek jelennek meg. A hozzáférést csökkentő beállítások a felhasználó adatforgalmától függő széles tárházán keresztül a Google megszabja a megtekinthető oldalak mennyiségét, megpróbálja megakadályozni az oldalak kinyomtatását, a szövegek kimásolását, hogy így tegyen eleget a szerzői jogi előírásoknak.
A Google Könyvek adatbázisa folyamatosan bővül. A rendszeren keresztül közkincsnek számító vagy szerzői jogi védelem alatt nem álló könyveket PDF formátumban le is lehet tölteni. Azonban az USA területén kívül élő felhasználók esetében a Google-nek meg kell bizonyosodnia afelől, hogy a kérdéses alkotás a felhasználó országának jogrendszerében sem élvez semmiféle szerzői jogi védelmet. A Google Könyvek Támogató Csapat egyik tagja szerint "Mivel az, hogy egy könyv közkincsnek minősül-e, gyakran szorosan véve csak jogi kérdés, inkább túlságosan óvatosak vagyunk, s egészen addig csak részleteket mutatunk meg, míg meg nem győződtünk arról, hogy a könyv közkinccsé vált."
Számos könyvet Elphel 323 típusú kamerával olvasnak be, óránkénti 1000 oldalas sebességgel.
A kezdeményezést azért üdvözölték, mivel azt a lehetőséget rejtette magában, hogy eddig soha nem látott mértékű hozzáférést biztosít ahhoz, ami az emberiség tudásának legnagyobb internetes korpusza és a tudás demokratizálódása lehet. A kezdeményezést a lehetséges szerzői jogi kétségek miatt többen támadták.

## Beolvasott mennyiség
A The New York Times értesülései szerint a Google 2007. márciusig 1 millió könyvet olvasott be, melynek becsült költsége 5 millió dollár lehetett. 2008. október 28-án a Google bejelentette, hogy 7 millió könyv kereshető a Google Könyvek rendszerén keresztül, amibe beletartoznak azok is, amiket 20 000 kiadói partnerük tesz elérhetővé. A hétmillió közül a kiadókkal kötött megállapodás alapján egymilliót teljes egészében meg lehet nézni. Egymillió példány minősül közkincsnek. A legtöbb beolvasott könyv nyomtatott példányban vagy kereskedelmi úton már nem elérhető. 2009. októberben a Google bejelentette, hogy a beolvasott munkák száma meghaladta a tízmilliót.

## Versenytársak
- A Microsoft 2006 végén indított el egy hasonló kezdeményezést, melynek neve Live Search Books. A projekt 2008. májusig folyt, mikoris felfüggesztették.[14] A Live Search Books teljes állománya elérhető jelenleg az Internet Archive nonprofit szervezet oldalán keresztül, mely a Google után a második legnagyobb könyvdigitalizáló program. 2008. novemberben egymillió közkincsnek minősülő könyvet lehetett a rendszerén keresztül teljes egészében elérni.
- Az Europeana majdnem 3 millió dokumentumra tartalmazott linket. Ezek között voltak videófelvételek, fényképek, festmények, hangfelvételek, térképek, kéziratok, nyomtatott könyvek és újságok, melyek Európa 2000 éves történelmét mutatják be az Európai Unió 1000 archívuma segítségével.[15] Ez a szám az elképzelések szerint 2010-ben eléri a tízmilliót.[16]
- A Francia Nemzeti Könyvtár Gallica programja nagyjából 800 000 digitalizált könyvre, újságra, kéziratra, térképre és rajzra tartalmaz hivatkozást. Az 1997-ben létrehozott digitális könyvtár állománya havonta átlagosan 5000 példánnyal bővül. 2008 vége óta a legtöbb beolvasott állomány mind kép, mind pedig szöveg formájában elérhető. A legtöbb dokumentum francia nyelvű, de vannak közte más nyelven íródottak is.

## Története

### 2004
2004. december A Google létrehozta Google Print kezdeményezésként egyik bővítményét, mely Google Print Library Project néven vált ismertté. A Google bejelentette, hogy partnerségi szerződést kötött több elismert egyetemi és közkönyvtárral. Ezek között volt a Michigani Egyetem, a Harvard Egyetem, (a Harvard Egyetem könyvtára), a Stanford (Zöld Könyvtár), Oxford (Bodleian Könyvtár) és a New York-i Közkönyvtár. Sajtóhírek és egyetemi könyvtárosok szerint a Google Könyvek egy évtized alatt 15 millió könyv digitalizálását és az interneten történő közzétételét tervezi. A bejelentés hamarosan ellenvéleményeket szült, mert a szerzői szervezetek és a könyvkiadók azzal vádolták a Google-t, hogy az nem csak közkincseket akar közzé tenni, hanem olyan műveket is, melyeknek még nem járt le a szerzői jogvédelme.

### 2005
2005. szeptember–október A Google ellen két elmarasztaló ítélet született, melyek értelmében nem tartotta be a szerzői jogi előírásokat, s nem kártalanította megfelelő mértékben a szerzőket és a kiadókat. Az egyik egy több felperes által közösen indított eljárás (Authors Guild vs. Google, 2005. szeptember 20.) a másik pedig egy polgári per, melyben az öt legnagyobb könyvkiadó és az Association of American Publishers volt a felperes. (McGraw Hill vs. Google, 2005. október 19.)
2005. november: A Google megváltoztatja szolgáltatásának nevét. Az eddigi Google Print helyett Google Book Search lett az új név. Az a rendszert, melyen keresztül a szerzők és a kiadók feltölthették könyveiket, átnevezték, s új neve "Google Books Partner Program" lett (lásd Google Library Partners), a könyvtárakkal fenntartott kapcsolat új megnevezése pedig Google Könyvkereső Könyvtárprojekt lett.

### 2006
2006. augusztus: A Kaliforniai Egyetem bejelentette szándékát, mely szerint csatlakozni kíván a könyvdigitalizálási projekthez. Így a rendszer hatáskörébe tartozó 100 könyvtár mintegy 34 milliós állománya előtt nyílt meg a digitalizálási lehetőség.
2006. szeptember: A Madridi Complutense Egyetem az első spanyol nyelvű egyetem, mely csatlakozik a programhoz.
2006. október: A Wisconsin–Madison Egyetem bejelentette, hogy a könyvkereső digitalizálási eljáráshoz csatlakozik, s a Wisconsini Történelmi Társaság könyvtárával közösen összesen 7,2 millió dokumentumot ajánl fel a projekt részére.
2006. november: A Virginiai Egyetem is csatlakozott a kezdeményezéshez. Könyvtárainak katalógusában több mint 5 millió könyv és 17 millió kézirat, ritka könyvek és archívumok vannak.

### 2007
2007. január: Az Austini Texasi Egyetem bejelentette, hogy szeretne csatlakozni a könyvkereső digitális folyamathoz. Legalább egymillió könyv válik elérhetővé digitális formában az egyetem 13 könyvtárából. (Az egyetem 2008 végén kilépett a programból.)
2007. március: A Bajorországi Állami Könyvtár bejelentette, hogy társul a Google programjához, s több mint egymillió, közkincs minősítésű, ma már nyomtatott formában beszerezhetetlen, német, angol, francia, olasz, latin és spanyol nyelvű dokumentumot tesz ilyen formában is elérhetővé.
2007. május: Bejelentették, hogy egy könyvdigitalizálási partnerprogram jött létre a Google valamint a Lausanne-i Kantoni és Egyetemi Könyvtár között.
2007. május: A Ghanti Egyetem Boekentoren Könyvtára partnerségre lépett a Google-lel, melynek értelmében XIX. századi francia és holland nyelvű könyveket digitalizálnak s digitális formában elérhetővé tesznek.
2007. június: A Szervezeti Együttműködések Bizottsága (Committee on Institutional Cooperation, CIC) bejelentette, hogy tizenkét tagkönyvtára részt venne a programban, s hat év alatt 10 millió dokumentumot digitalizálnának.
2007. június: A Keio Egyetem lett a Google első japán partnere, mikor aláírtak egy megállapodást, melynek értelmében az egyetem 120 000 közkincsnek számító könyvet tesz digitális formában is elérhetővé.
2007. augusztus: A Google bejelentette, hogy a Cornell Egyetemi Könyvtár 500 000, jogvédett és nem jogvédett könyvét fogja digitalizálni. Ezen felül a Google rendszerén keresztül elérhetővé válik a könyvtárbelső rendszerében található digitális dokumentumok is.
2007. szeptember: A Google egy új funkciót tett elérhetővé, melynek segítségével a felhasználók közkincsnek számító dokumentumok részleteit tehetik elérhetővé. A töredékeket fel lehet tölteni olyan formában, ahogy az a könyvben szerepelt vagy egyszerű szövegként is.
2007. szeptember: A Google bemutatja a "Könyvtáram" elnevezésű szolgáltatást, mellyel lehetővé válik személyre szabott könyvtár létrehozása. Ebben lehetnek megjelölt könyvrészletek, minősítések, áttekintők vagy teljes szövegek.
2007. december: A Columbia Egyetem is részt vesz közkincsek digitalizálásában.

### 2008
2008. május: A Microsoft csökkenti saját digitalizáló projektjét és elgondolkodott ennek bezárásán. Összesen 750 000 könyvet és 80 millió újságcikket digitalizáltak.
2008. október: Kétéves tárgyalást követően megszületett egy egyezség a kiadók és a Google között, melynek értelmében a Google beleegyezett, hogy azért cserébe, hogy több millió könyvet nyilvánosan elérhetővé tegyen a nagyközönség számára, kompenzálja a szerzőket és a kiadókat.
2008. november: A Google eléri a hétmilliós feltöltött példányszámot, melyből 1 milliónál elérhető a teljes előnézet mód, további egymillió pedig közkincs, így akárki teljes egészében megnéézheti és le is töltheti. A feltöltött könyvek közül mintegy ötmilliót ma már nem lehet beszerezni.
2008. december: A Google bejelenti, hogy innentől kezdve többek között olyan magazinok is elérhetővé válnak a Google Könyveken keresztül, mint a New York Magazine, az Ebony vagy a Popular Mechanics.

### 2009
2009. május: Az éves New York-i BookExpón a Google bejelentette, hogy szándékában áll egy olyan programot elkészíteni, mellyel a kiadók saját könyveiknek olyan digitális változatát tudják elkészíteni, mely azonnal feltölthet a Google rendszerébe.
2009. december Egy francia bíróság abbahagyatta a Franciaországban kiadott könyvek digitalizálását, s kimondta, hogy ez a szerzői jogi rendelkezésekbe ütközik. Ez volt a digitalizálási program első nagyobb veresége.

## A Google könyvkereső könyvtárprojektjének résztvevői
A Google könyvkereső könyvtárprojektjének megindulása óta növekszik a részt vevő intézmények száma. A Maiszúri Egyetem számos sajtóhír szerint a Google egyik partnere. Azonban nem szerepel a Google partnereinek névsorában.

### Kezdeti partnerek
- Harvard Egyetem, Harvard Egyetemi Könyvtár, Harvard + Google Archiválva 2018. december 29-i dátummal a Wayback Machine-ben
- Michigani Egyetem, Michigani Egyetemi Könyvtár, Michigan + Google Archiválva 2008. április 15-i dátummal a Wayback Machine-ben
- New York-i Közkönyvtár, New York Public Library + Google
- Oxfordi Egyetem, Bodleian Könyvtár, Oxford + Google Archiválva 2011. január 6-i dátummal a Wayback Machine-ben
- Stanford Egyetem, Stanford Egyetemi Könyvtár (SULAIR), Stanford + Google

### További partnerek
Mióta először bejelentették a partnerséget, azóta további szervezetek csatlakoztak.
- Bajorországi Állami Könyvtár, Bavaria + Google, Bayerische Staatsbibliothek + Google (németül)
- Columbia Egyetem, Columbia Egyetemi Könyvtárrendszer, Columbia + Google
- Committee on Institutional Cooperation, CIC + Google
- Madridi Complutense Egyetem, Madrid + Google, Complutense Universidad + Google (in Spanish)
- Cornell Egyetem, Cornell Egyetemi Könyvtár, Cornell + Google
- Ghenti Egyetem, Ghenti Egyetemi Könyvtár/Boekentoren, Ghent/Gent + Google
- Keio Egyetem, Keio Médiaközpont )Könyvtárak), Keio + Google (in English), Keio + Google (in Japanese)
- La Bibliothèque Municipale de Lyon, Lyon + Google (franciául)
- Princeton Egyetem, Princeton Egyetemi Könyvtár , Princeton + Google
- California Egyetem, Californiai Digitális Könyvtár, California + Google
- Lausanne-i Egyetem, Lausanne-i Kantoni és Egyetemi Könyvtár/Bibliothèque Cantonale et Universitaire/BCU + Google (franciául)
- Maiszúri Egyetem, Maiszúri Egyetemi Könyvtár, Mysore + Google
- Austini Texasi Egyetem, Texasi Egyetemi Könyvtárak, Texas + Google
- Virginiai Egyetem, Virginiai Egyetemi Könyvtár, Virginia + Google
- Wisconsin–Madison Egyetem, Wisconsin Egyetemi Digitális Gyűjtemény, Wisconsin + Google

## Szerzői és szomszédos jogi kérdések
A kiadók és a szerzők szervezetei kritizálták már a rendszert, mivel azon keresztül szerzői jogi védelem alatt álló könyvek részleteit is meg lehet találni. 2005 végén az Authors Guild of America és az Association of American Publishers külön-külön beperelték a Googlet, mégpedig "a szerzői jogok durva megsértéséért." A Google azzal védekezett, hogy projektje fair use jogvédettségű anyagokat tartalmaz, s a digitális világ cédulakatalógusaként jellemezte a rendszert, ahol minden szó indexelve van. Annak ellenére, hogy a Google megpróbálja csak a közkincseknél elérhetővé tenni a teljes tartalmat, s a jogvédett könyveknél csak egy kereshető összefoglalót bocsát rendelkezésre, a kiadók azzal érvelnek, hogy a Google-nek nincs ahhoz joga, hogy szerzői jog alatt lévő könyvek teljes tartalmát kimásolja, s ezeket nagy mennyiségben saját adatbázisában elmentse.
Ezeket más perek is követték, de egyet 2006-ban Németországban visszavontak. 2006. júniusban Hervé de la Martinière, egy La Martinière néven ismert kiadó és az Éditions du Seuil, bejelentették abbéli szándékukat, hogy beperlik a Google franciaországi vállalatát. 2009-ben a Párizsi Polgári Bíróság 300 000 €-t s ennek kamatait szabta ki pénzbüntetésként az okozott kár megtérítéséért, s további napi 10 000 eurót kell fizetni egészen addig, míg el nem távolítja a Google saját adatbázisából a kiadó összes könyvét. A bíróság érvelése szerint „A Google megszegte a szerzői jogi rendelkezéseket, mivel úgy készített a könyvekről másolatot, hogy azt megelőzően nem kért erre engedélyt a jogtulajdonos Seuil-től. Ezen felül a Google megsértette a szerzői jogi rendelkezéseket, amivel a kiadóknak kárt okozott”. A Google azt mondta, fellebbezni fog az ítélet ellen. A Syndicat National de l’Edition, aki a perbe beavatkozóként lépett közbe, azt állította, hogy a Google majdnem 100 000 francia, szerzői jogvédelem alatt álló művek digitalizált.
2007. márciusban Thomas Rubin, a Microsoft védjegyeinek szerzői jogi oltalmáért és a titkokért felelős vezetője azzal kritizálta meg a Google-t, hogy könyvkereső szolgáltatásával megsérti a szerzői jogi előírásokat. Rubin különösen azt nehezményezte, hogy egészen addig ingyen lehet ezeket az anyagokat másolni, míg ennek leállíttatásáról a szerzői jog tulajdonosa nem rendelkezik.
Siva Vaidhyanathan, a Virginiai Egyetem Médiatudományok és Jogi Tanszékének docense szerint a projekt veszélyt jelent a fair use jogosultságnak, mivel a fair use ez esetben megindokolható, így a jog használatának területének szűkítéséhez vezethet. Mivel az Author's Guild vs. Google ügy nem jutott el bíróságig, ez a terület érintetlen maradt.
A közkincs minősítésű anyagok jogi kezelése a Google-nél szintén viták forrása. A Google az elektronikusan elérhető műveket kereskedelmi célra fel nem használható megkötéssel teszi közzé honlapján, s ezen felül digitális vízjelet is alkalmaz dokumentumaiban. Az Amerikai Egyesült Államok szövetségi kormánya által létrehozott munkákhoz hasonlóan közkincsnek számító más munkákat is ugyanúgy védenek, mint a szerzői jogi oltalom alatt állókat, s az 1922 után készültek le vannak védve.

### Megállapodás
Az Authors Guild, a kiadói szakma s a Google 2008. október 28-án egy olyan megállapodást kötött, melynek értelmében a Google beleegyezett, hogy a feltöltött könyvek jogtulajdonosainak fizet 125 millió dollárt, s létrehoz egy könyvjogi regisztert. A szerződést a bíróságnak is jóvá kellett hagynia. Erre 2009. novemberben került sor. A megállapodásra vegyes reakciók születtek. A Harvard Könyvtár, az egyik alapító tagja a Google Library projektnek, visszamondta a megállapodást, hacsak nem kapnak valami elfogadható magyarázatot. Az aláírt 125 millió dolláros megállapodás értelmében a Google létrehozott egy a szerződésről szóló oldalt, mely 2009. február 11-én vált elérhetővé. Ezen az oldalon a szerzőknek és a nyomtatásban el nem érhető (de szerzői jogi védelem alatt álló) könyvek jogtulajdonosainak, hogy igényeiket 2010. június 5-ig előterjesszék. A jogért cserébe teljesen elérhető könyv esetében 60 dollár, részlegesen elérhető könyv esetében 5–15 dollár kártérítésre jogosultak. Ezért cserébe a Google közzé tehet a könyvből részleteket, indexelheti azokat és kereshetővé teheti, s az eredeti könyv legfeljebb 20%-áig előnézetet készíthet róla. A Google ezeken az oldalakon reklámokat helyezhet el, és minden könyv digitális változatát értékesítheti. A szerzők és a jogtulajdonosok minden, a könyvvel kapcsolatba hozható reklámbevétel és értékesítési bevétel 63%-ára jogosultak.
Az USA-ban a szerződésben nem részes társaságok, mint például az American Society of Journalists and Authors, alapjaiban kritizálják a megállapodást. Mindezen felől a New York-i megállapodás nem korlátozódik csupán az Egyesült Államokkal kapcsolatban lévő szerzőkre, hanem az egész világra kiterjed. Emiatt számos európai kormány és újság is kritikus hangvétellel beszélt a megállapodásról.
2009. októberben a Google úgy reagált a folyamatos kihívásokra, hogy azzal, hogy beolvassa és az interneten közzéteszi a könyveket, megvédi a világ kulturális örökségét. A Google társalapítója, Sergey Brin így nyilatkozott: "A híres alexandriai könyvtár háromszor égett le; i.e. 48-ban, 273-ban és 640-ben. A Kongresszusi Könyvtár kétharmadát 1851-ben pusztította el egy tűz. Remélem ilyen rombolások többé nem fordulnak elő, de a történelem eddigi folyásából nem ez következik." Erre a jellemzésre Pam Samuelson, a UC Berkeley jogászprofesszora gyorsan reagált: "A könyvtárak mindenfelé attól tartanak, hogy a Google egyszer csak összekapcsolja majd ezt a pénzkereseti lehetőséggel, s a könyvkereső tartalmának intézményi eléréséért fizetni kell majd. ... Elfelejtett megemlíteni egy másik fontos különbséget a hagyományos könyvtárak és a GBS között, mégpedig azt, hogy a könyvtárakban a vendégeknek nem kell magukat azonosítani. ... A Google semmi érdemlegeset nem tesz annak érdekében, hogy megőrizze látogatóinak titkosságát. Ezzel szemben a hagyományos könyvtáraknak jelentős előírásaik vannak ezen a területen is."

## Nyelvi kérdések
Több európai politikus és értelmiségi is kritizálta a Google-t amiatt, hogy a nyelvi imperializmusnak enged terepet, mégpedig azért, mert a legtöbb beolvasott könyv angol nyelvű. Ennek következtében a természetes nyelvek nem egyenlő súllyal lesznek képviseltetve a digitális világban. Például a német, az orosz vagy a francia gyakran használt nyelv a tudományok területén. A nem megfelelő nyelvi arányok átalakíthatják a történelmi tudományokhoz való hozzáférést, s így megváltozik a tudományok növekedési sebessége és iránya. Ezen kritikusok közé tartozik Jean-Noël Jeanneney, a Francia Nemzeti Könyvtár volt elnöke is.

## Keresési kérdések
Egyes érvek szerint az, hogy a kereséshez a Google Könyveket használják, lényegesen megváltoztatja a tudás vagy az információk felhasználását és feldolgozását.

## A Google Könyvek és a Google Tudós
Bár a Google Könyvek nagy számban digitalizál már el nem elérhető újságokat, ezek a beolvasások nem tartalmazzák azokat a metaadatokat, melyekre a meghatározott példányok meghatározott cikkeinek eléréséhez szükség lenne. Ez vezetett el odáig, hogy a Google Tudós saját digitalizálási projektbe fogott, s régebbi újságokat (a kiadókkal egyetértésben) így dolgoz fel.